# Gare de Lexos
La gare de Lexos est une gare ferroviaire française, de la ligne de Brive-la-Gaillarde à Toulouse-Matabiau via Capdenac, située à Lexos sur le territoire de la commune de Varen, dans le département de Tarn-et-Garonne, en région Occitanie.
Elle est mise en service en 1858 par la Compagnie du chemin de fer de Paris à Orléans (PO). Son ancien et imposant bâtiment voyageurs est inscrit monument historique depuis 2007.
C'est une halte voyageurs de la Société nationale des chemins de fer français (SNCF) du réseau TER Occitanie, desservie par des trains express régionaux.

## Situation ferroviaire
Établie à 139 mètres d'altitude, la gare de Lexos est située au point kilométrique (PK) 308,400 de la ligne de Brive-la-Gaillarde à Toulouse-Matabiau via Capdenac, entre les gares de Laguépie et de Cordes - Vindrac.
Gare de bifurcation, elle est l'origine de la ligne de Lexos à Montauban-Ville-Bourbon, fermée et désaffectée, la gare suivante étant Féneyrols.

## Histoire
La station de Lexos est mise en service le 30 août 1858 par la Compagnie du chemin de fer de Paris à Orléans (PO), lorsqu'elle ouvre à l'exploitation le chemin de fer de Montauban à Capdenac qu'elle a reprise, encore en travaux, le 11 avril 1857 avec le démantèlement de la Compagnie du chemin de fer Grand-Central de France. La station est édifiée sur la rive droite de l'Aveyron.
La gare est reliée à Toulouse le 24 octobre 1864, lors de la mise en service de la ligne de Toulouse à Lexos par la Compagnie du PO.
Dans les années 1940, la gare est un important nœud ferroviaire, avec notamment une activité conséquente de trains de marchandises, qui emploie plusieurs dizaines de cheminots. Durant la deuxième moitié du XXe siècle le trafic diminue par la fermeture de lignes et d'industries. En 1999, il n'y a plus de cheminot résidant sur le site de la gare.
En 2014, c'est une gare voyageurs d'intérêt local (catégorie C : moins de 100 000 voyageurs par an de 2010 à 2011), qui dispose d'un quai.
En 2014, selon les estimations de la SNCF, la fréquentation annuelle de la gare était de 4 720 voyageurs et de 16 520 voyageurs en 2023.

## Service des voyageurs

### Accueil
Halte SNCF, c'est un point d'arrêt non géré (PANG) à accès libre.

### Desserte
Lexos est desservie par des trains TER Occitanie circulant entre Capdenac et Toulouse-Matabiau.

### Intermodalité
Un parking pour les véhicules motorisés y est aménagé. 

## Patrimoine ferroviaire

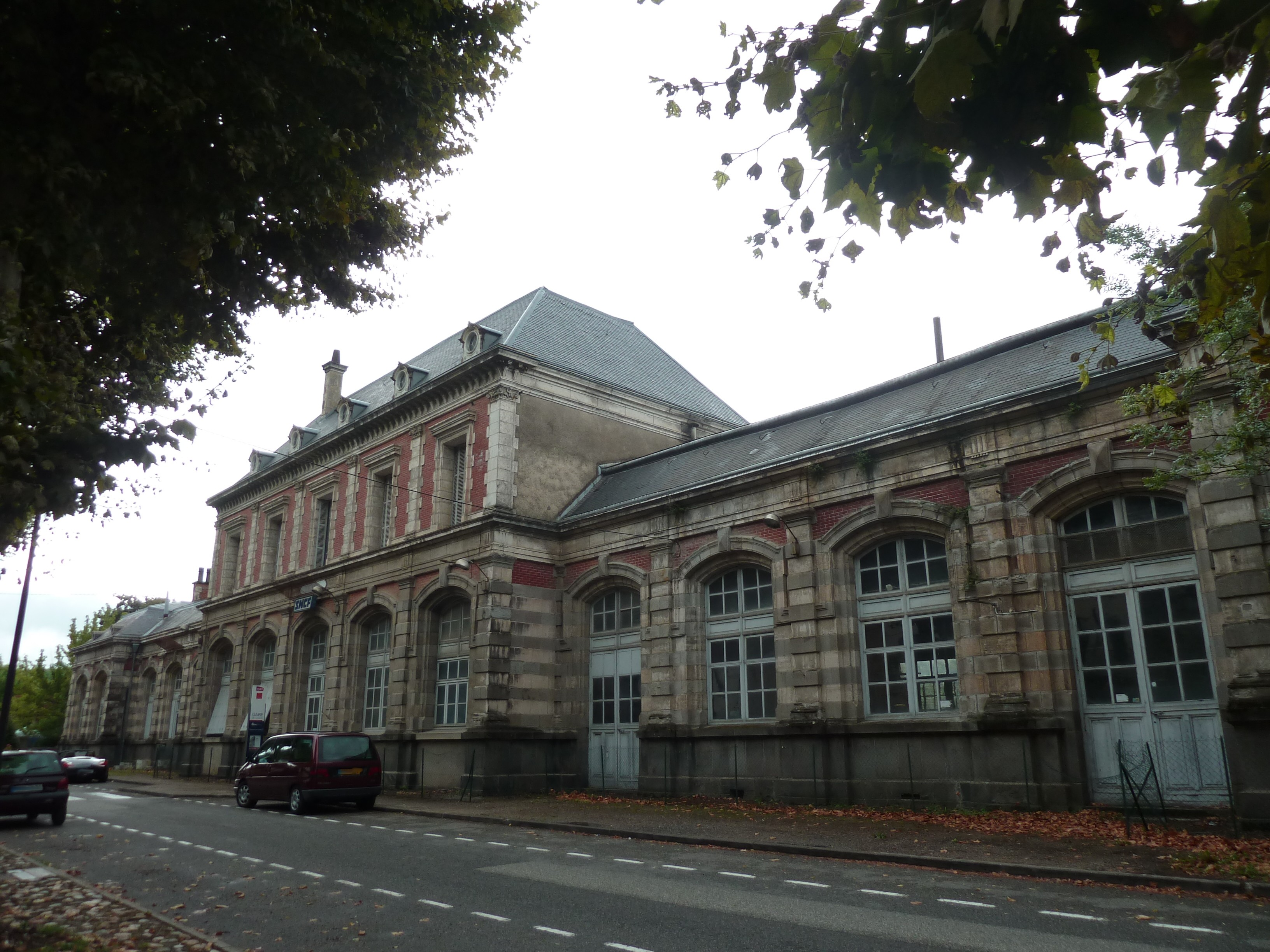
L'ancien bâtiment voyageurs vu côté parvis.

L'ancien bâtiment voyageurs situé à côté de l'entrée de la halte et une halle à marchandises font l'objet d’une inscription au titre des monuments historiques depuis le 11 juillet 2007.